# Premio Gatefield per il giornalismo di pubblico servizio
Il premio Gatefiled per il giornalismo di pubblico servizio (People Journalism Prize For Africa) viene assegnato a giornalisti e reporter che si sono distinti in Africa per l'impatto positivo che il loro lavoro avrebbe avuto nella società. È stato creato nel 2020 dall'agenzia Gatefield, un gruppo editoriale con sede nell'Africa subsahariana. L'edizione inaugurale del premio è stata vinta dai giornalisti investigativi Kiki Mordi e Fisayo Soyombo nel febbraio 2020.
I premi sono assegnati da una giuria composta da membri del consiglio di amministrazione della Gatefield, fra cui i giornalisti Eromo Egbejule e Mercy Abang.

## Evento inaugurale
Il premio People Journalism 2019 si è tenuto ad Abuja il 20 febbraio 2020 in occasione della Giornata mondiale della giustizia sociale. La cerimonia di premiazione ha visto la partecipazione, come relatore, di una rappresentante dell'Ente delle Nazioni Unite per l'uguaglianza di genere e l'empowerment femminile, che in occasione di questo evento si è espressa a favore dell'approvazione del disegno di legge contro le molestie sessuali nelle università. Uno dei vincitori, il giornalista Fisayo Soyombo, ha annunciato la donazione del suo premio in denaro a un'organizzazione no profit che fornisce assistenza legale ai detenuti in attesa di processo, e ha denunciato la corruzione nel sistema giudiziario nigeriano.

## Vincitori
| Anno | Vincitore                  | Categoria premio                          |
| ---- | -------------------------- | ----------------------------------------- |
| 2019 | Fisayo Soyombo             | Giornalista per l'Africa                  |
| 2019 | Kiki Mordi                 | Giornalista per l'Africa                  |
| 2020 | Hopewell Chin'ono          | Giornalista per l'Africa                  |
| 2020 | David Hundeyin             | Articoli di opinione                      |
| 2020 | Femminist Coalition        | People Newsmaker per la giustizia sociale |
| 2021 | Daneel Knoetze             | Giornalista per l'Africa                  |
| 2021 | Lucy Kassa                 | Articoli di opinione                      |
| 2021 | Debo Adedayo (Mr Macaroni) | People Newsmaker per la giustizia sociale |